# Ignacio Zaragoza (Villaflores)
Ignacio Zaragoza es una localidad del estado mexicano de Chiapas. Es parte del municipio de Villaflores.

## Toponimia
El nombre de la localidad rinde homenaje a Ignacio Zaragoza, general mexicano de la Segunda intervención francesa en México.

## Demografía
| Gráfica de evolución demográfica |
|                                  |

| Censo | Población |
| ----- | --------- |
| 1940  | 224       |
| 1950  | 315       |
| 1960  | 926       |
| 1970  | 737       |
| 1980  | 877       |
| 1990  | 1 256     |
| 2000  | 1 143     |
| 2010  | 1 055     |
| 2020  | 1 098     |